# Heinrich Grillo
Wilhelm Heinrich Grillo (* 8. Oktober 1875 in Godesberg; † 11. September 1941 in Gießen) war ein deutscher Politiker (NSDAP) und Landrat des Kreises Wetzlar.

## Leben
Heinrich Grillo schlug zunächst die Militärlaufbahn ein. Er legte am 1. Oktober 1895 die Fähnrichsprüfung ab und wurde Fahnenjunker beim Dragoner-Regiment „Generalfeldmarschall Prinz Leopold von Bayern“ (Westfälisches) Nr. 7 in Saarbrücken. 1896/97 besuchte er die Kriegsschule in Neisse und wurde nach erfolgreichem Examen am 22. Juli 1897 Leutnant. Vom 1. Oktober 1901 bis 17. Januar 1905 diente er beim Regiment Königs-Jäger zu Pferde Nr. 1 in Posen. Danach wurde er in die Reserve versetzt und er verbrachte die Zeit bis 1908 mit Auslandsaufenthalten und Reisen. 1909 bis 1911 war er Volontär auf dem Hofgut Kloster Altenberg im Kreis Wetzlar um die Land- und Forstwirtschaft zu erlernen. 1912 bis 1913 bildete es sich in Buchführung fort und besuchte ab 1914 die Forstakademie Eisenach. August 1914 bis zur Entlassung am 17. Januar 1919 leistete er Kriegsdienst. Er war Ordonnanzoffizier und Kommandant der Feldpolizei bei dem Generalkommando V. R.K. . 1919 bis 1923 war er Aufsichtsratsmitglied verschiedener größerer Werke im Rheinland und in Westfalen.
Zum 1. November 1930 trat er der NSDAP bei (Mitgliedsnummer 371.022). Er wurde Ortsgruppenleiter und im Frühjahr 1931 Kreisleiter der NSDAP im Kreis Wetzlar. Er gehörte dem Kommunallandtag an und wurde nach der Machtergreifung der Nationalsozialisten am 29. Mai 1933 vertretungsweise mit der Leitung des Landratsamtes beauftragt. Zum 6. Dezember 1933 wurde er kommissarisch und zum 26. Januar 1934 definitiv Landrat des Kreises Wetzlar. In dieser Funktion blieb er bis 1941.
Heinrich Grillo heiratete 1933 oder 1934 Henriette „Henny“ Marie Karoline, geborene Glüsing (* 1. März 1889 in Eckernförde), die Tochter eines Pastors.